# Amiloide

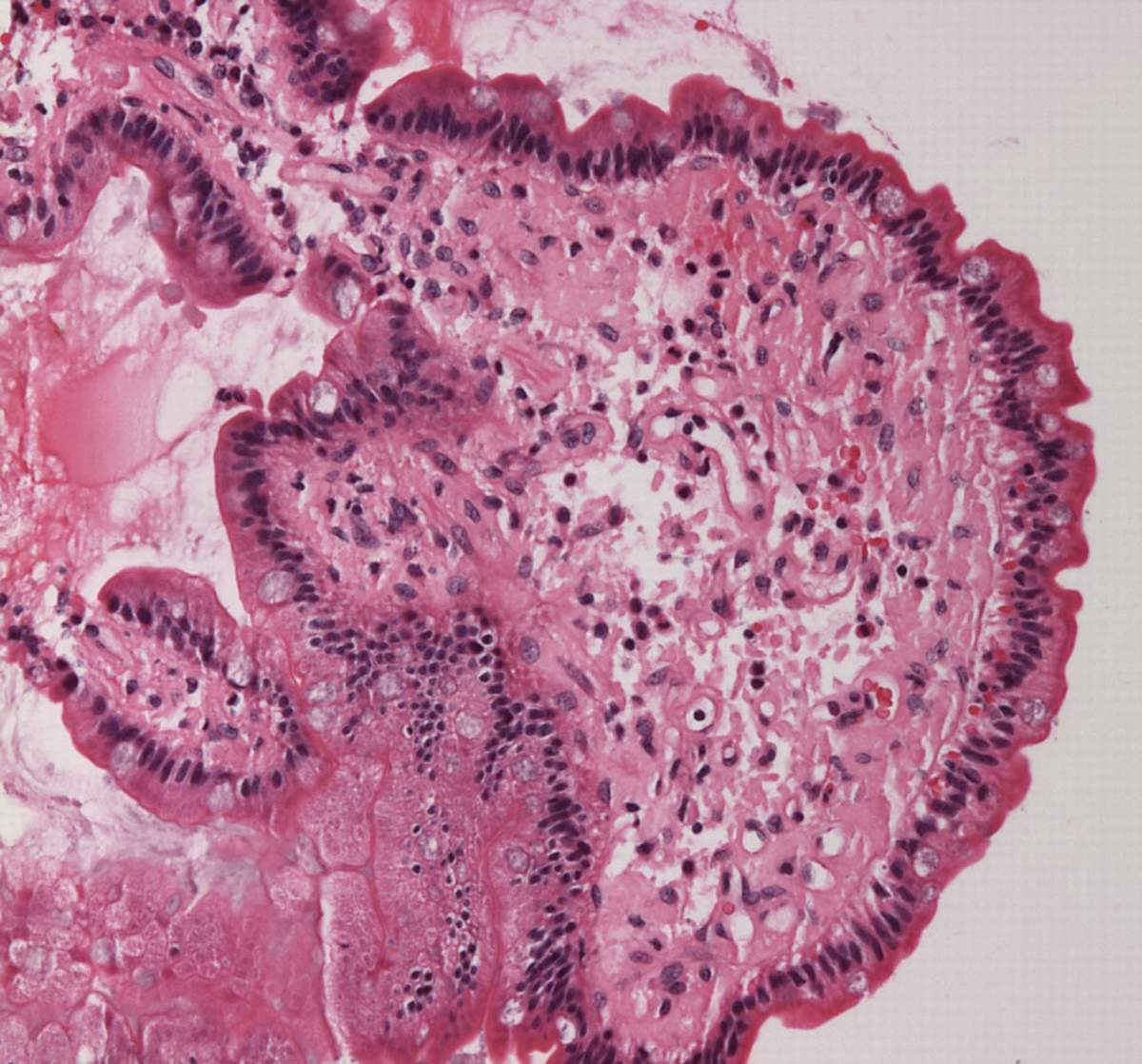
Micrografia mostrando depósitos amilóides (rosa). 20X

Amilóides são fibrilas proteicas que podem depositar em vários tecidos (epitelial, ósseo, muscular, etc.), prejudicando a função de vários órgãos (rins, pulmões, coração, intestino, cérebro, etc). Os amilóides não são tão raros como se acredita. Ocorrem em mais de 10% dos casos de doenças que em seu início apresentam sinais de proteinúria.
Sabe-se que os amiloides surgem de muitas proteínas diferentes. Essas cadeias polipeptídicas geralmente formam estruturas de folhas β que se agregam em fibras longas; no entanto, polipeptídeos idênticos podem se dobrar em várias conformações amilóides distintas. A diversidade das conformações pode ter levado a diferentes formas das doenças dos príons.  As fibrilas amilóides são agregados de proteínas fibrosas auto-montadas que estão associadas a várias doenças atualmente incuráveis, como a doença de Alzheimer e a doença de Parkinson.

## Detecção de danos cerebrais
As fibrilas amilóides são moldadas pelo peptídeo beta-amilóide e pela proteína Tau, que são dois dos alvos mais procurados para o desenvolvimento de terapias para tratar a doença de Alzheimer e doenças semelhantes. As estruturas fibrilas se espalham pelo cérebro, movendo-se de uma célula para outra. Pensa-se que isso leve à degeneração dos neurônios, causando danos cerebrais e prejuízos cognitivos, como perda de memória.

Desvendar os detalhes estruturais das fibrilas amilóides pode solicitar a detecção de pontos fracos que podem ser direcionados para o tratamento e preparar o caminho para o desenvolvimento de ferramentas de diagnóstico mais confiáveis.  Um estudo descobriu uma solução. Demonstrou que as nanopartículas aniônicas anfifílicas de ouro com um diâmetro em torno de 3 nm poderiam efetivamente marcar a borda das fibrilas amilóides em um estado hidratado. Isso facilita a visualização das diversas fibrilas amilóides.